# 독일 항공모함 그라프 체펠린
그라프 체펠린은 나치 독일 해군의 항공모함으로, 유명한 비행선과 같이 그라프 페르디난드 폰 체펠린 백작을 기념하여 명명되었다. 그라프 체펠린은 제2차 세계 대전 중의 독일의 유일한 항공모함이었다. 1935년 11월 16일 발주되었고, 1936년 12월 28일 킬의 '도이체 베르케(Deutche Werke)'에서 준공되었다. 1938년 12월 8일 진수되었으나 완성되지 못하였고, 실전에 투입될 수 없었다.

## 계획 및 제작
1935년, 아돌프 히틀러는 독일 해군의 증강을 위해 항공모함을 제작할 것을 발표하였다. 그라프 체펠린은 이듬해 준공되었다. 2년 후, 대함장 에리히 레더(Erich Raeder)는 'Z 계획'라 불리는 야심찬 함선 제작 계획을 선보였는데, 4대의 항공모함을 1945년까지 제작한다는 것이었다. 1939년, 그는 이 계획을 수정하여 댓수를 2대로 줄였다.

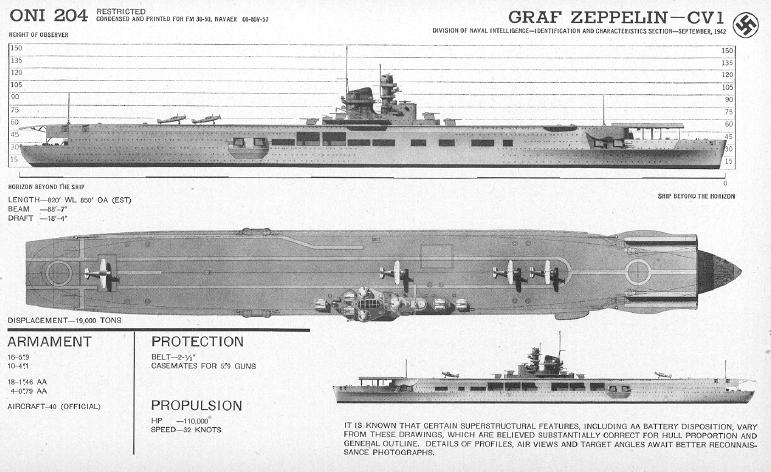
미군 식별자료의 항공모함 그라프 체펠린.
설명 내용은 정확하지 않다.

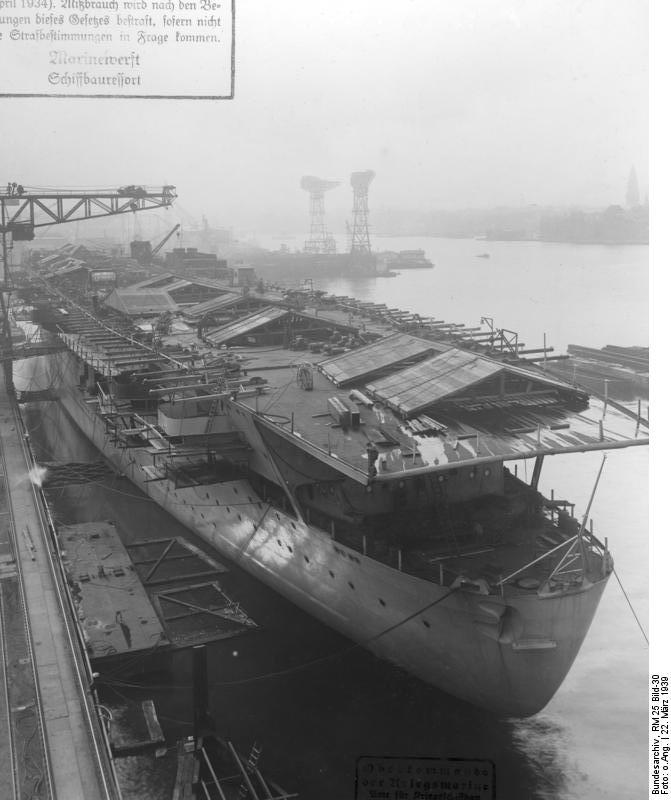
건조중인 그라프 체펠린

독일 해군은 진수되지 않은 배에는 이름을 붙이지 않는 정책을 유지하였다. '플루크조이크트레거 아(Flugzeugträger A; 항공모함 A)'라는 이름으로 준공되었던 독일의 첫 항공모함은 1938년 진수시 '그라프 체펠린'으로 명명되었다. 진수되지 못한 두 번째 항공모함은 'Flugzeugträger B'라는 이름만 있었다.
독일 해군은 항공모함에 대한 경험이 없었으므로, 증기 구동 캐터펄트 같은 선진 기술을 그라프 체펠린에 적용하는 데에 어려움이 있었다. 독일 설계자들은 일본의 설계를 연구할 수 있었으나, 대양 항해용 설계를 북해에 적용하기에는 한계가 있었다. 통상공격과 영국 순양함에 대한 대응이 가능하도록 여러 순양함 형태의 대포가 계획된 것이 그 예이다. 이는 기동부대의 방어에 더욱 주력한 것으로, 순양함이 해상 화력을 보조하는 미국이나 일본의 설계와는 차이가 있다.
제3제국의 멸망 후 입수된 히틀러의 독일 해군에 대한 회의 기록에 의하면, 그의 항공모함에 대한 흥미는 점차 줄어들었다. 나치 독일 공군의 사령관인 헤르만 괴링(Hermann Göring)은 그의 국가의 공군력의 수장으로서의 권위 손상에 반감을 갖고 있었고, 모든 방법을 동원하여 레더를 좌절시켰다. 레더는 업무에서 잠수함 함장인 칼 되니츠(Karl Dönitz)와 충돌하였다.
1940년에는 'Flugzeugträger B' 건조가 중지되었고, 그라프 체펠린 제작은 인력과 재료 부족에 시달렸다. 필요한 함재기를 제 때에 공급받을 것을 보장받지 못했고, 기종은 변경되었다.
1943년에 이르러, 히틀러는 독일 해군에 환멸을 느끼게 되었다. 레더는 해임되었고 잠수함 함장인 되니츠는 해군의 수장이 되었다. 당시 95% 이상 완성되었던 항공모함 건조는 완전히 중지되었다. 모든 무장은 제거되어 노르웨이의 해안 포대로 이동되었다. 선체는 독일 해군의 경재(나무) 저장용으로 사용되었다.
제2차 세계 대전이 끝을 달리다가, 거의 완성되었던 항공모함은 소련군이 도시를 점령하기 직전인 1945년 4월 25일, 스테틴(Stettin; 현재 Szczecin)의 얕은 물에 침몰되었다.

## 전후
소련은 항공모함을 수리하여, 1946년 3월에 다시 띄웠다. 이후 소련의 연습 표적으로 사용되어 침몰되었다는 주장이 있었고, 2006년 7월 12일, 폴란드 석유 회사가 'Łeba'항에서 침몰한 265 m 의 선체를 확인하였고, 7월 26일 폴란드 탐사선의 조사가 있은 다음날 폴란드 해군은 침몰한 배가 그라프 체펠린이었음을 확인하였다.

## 참고 문헌 및 링크
- Graf Zeppelin images from Bundesarchiv Freiburg (독일어)
- Maritimequest Graf Zeppelin photo gallery
- Aerial photos of the carrier taken in 1947
- Roger Boyes, "Divers find Hitler's aircraft carrier", 《Times Online》, 2006.7.27. 보관됨 2006-12-10 - 웨이백 머신
- https://web.archive.org/web/20130521134250/http://withoutwingsonline.co.uk/